# إجهاد أسطوانة

عناصر الإجهاد الاسطواني

إجهاد اسطوانة في علم الميكانيكا هو توزيع الإجهاد بتناظر دوراني والذي لا يتغير إذا استدار الجسم المتأثر بالإجهاد حول محور ثابت.
تشمل أنماط إجهاد الاسطوانة:
- إجهاد حلقي: هو إجهاد عمودي في اتجاه مماسي.
- إجهاد محوري: هو إجهاد عمودي موازي لمحور الاسطوانة.
- إجهاد قطري: هو إجهاد في اتجاهات متحدة المستوى ولكن عمودية على محور التماثل.

المثال الكلاسيكي للإجهاد الحلقي هو الشد المؤثر على أطواق الحديد أو أطواق البرميل الخشبي. في الأنبوب المغلق فإن أي قوة تؤثر على حوائط أنبوب اسطواني بفرق ضغط سيؤدي إلى ارتفاع في الإجهاد الحلقي. إذا احتوى هذا الانبوب على غطاء مستو فإن أي قوة تؤثر عليه سينتج عنها إجهاد محوري على حائط الانبوب.

## تعريفات

### إجهاد حلقي
هو القوة المؤثرة عموديا على كلا من المحور ونصف قطر الجسم في كلا الاتجاهين على كل جسيم في حائط الاسطوانة. 
{\displaystyle \sigma _{\theta }={\dfrac {F}{tl}}\ }
حيث:
- F هو القوة المؤثرة بشكل محيطي على مساحة حائط الاسطوانة.
- t هو السمك القطري للاسطوانة.
- l هو الطول المحوري للاسطوانة.

يمكن التعبير عن الإجهاد الحلقي بإجهاد الحائط أو شد الحائط (T) الذي يمكن تعريفه على أنه هو القوة المحيطية الكلية المؤثرة على السمك القطري الداخلي.
{\displaystyle T={\dfrac {F}{l}}\ }

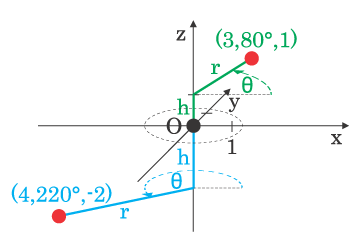

جنبا إلى جنب مع الإجهاد المحوري والقطري، الإجهاد المحيطي هو عنصر من الإجهادات في محاور التماثل الاسطوانية.
ومن المفيد تحليل القوة المؤثرة على جسم له تناظر دوراني إلى عناصر موازية لمحاور الاسطوانة r, z, θ. هذه العناصر تمثل الإجهادات الثلاثة المحوري والقطري والحلقي.

## علاقة مع الضغط الداخلي

### حائط ذو سمك رقيق
هذه الحوائط لا يجب أن يتعدى سمكها 0.1 من نصف القطر. هذه يتيح لنا معاملة الحائط على أنها سطح وبالتالي يمكن استخدام معادلات لابلاس لحساب الإجهاد الحلقي النتاج عن الضغط الداخلي المؤثر على الحائط الرقيق لحاوية الضغط الاسطوانية.
{\displaystyle \sigma _{\theta }={\dfrac {Pr}{t}}\ }  (للاسطوانة)
{\displaystyle \sigma _{\theta }={\dfrac {Pr}{2t}}\ }  (للكرة)
حيث
- P هو الضغط الداخلي
- t  هو سمك الحائط
- r  هو نص القطر للاسطوانة.
- {\displaystyle \sigma _{\theta }\!} هو الإجهاد الحلقي.

يمكن استخدام معادلة الإجهاد الحلقي للحاويات الكروية والتي بداخلها يمكن أن يصل ضغط الملو إلى أضعاف الضغط الجوي. في بعض التطبيقات الخاصة للاسطوانات مثل الانبوب فإنه يمكن تعريف الإجهاد الحلقي بصيغة بارلو.
في نظام الإنش-باوند فإن وحدة الضغط هي رطل لكل بوصة مربع بينما وحدة السمك ونصف القطر هي البوصة. في نظام الوحدات الدولي فإن وحدة الضغط هي الباسكال بينما السمك ونصف القطر هو المتر.
عندما تحتوي الحاوية على نهايات مغلقة فإن الضغط الداخلي يؤثر عليهم لينتج عنه قوة في اتجاه محور الاسطوانة. يمكننا تمسية هذا بالإجهاد المحوري وهو أقل من الإجهاد الحلقي.
{\displaystyle \sigma _{z}={\dfrac {F}{A}}={\dfrac {Pd^{2}}{(d+2t)^{2}-d^{2}}}\ }
ويمكن اختصاره إلى:
{\displaystyle \sigma _{z}={\dfrac {Pr}{2t}}\ }
 وكذلك في هذا الموقف يتولد إجهاد قطري{\displaystyle \sigma _{r}\ }
{\displaystyle \sigma _{r}={\dfrac {-P}{2}}\ }

### حاويات ذو سمك سميك
عندما تكون نسبة  r/t أكبر من 10 فإن معادلات الاسطوانة ذو السمك الرقيق فإن معادلاته لا تعد صحيحة حيث أن الإجهادات على السطح الداخلي والخارجي و إجهاد القص لم يعد يمكن إهماله.
هذه الإجهادات والتشوهات يمكن حسابها باستخدام معادلات العالم الرياضي غابرييل لامي.
{\displaystyle \sigma _{r}=A-{\dfrac {B}{r^{2}}}\ }
{\displaystyle \sigma _{\theta }=A+{\dfrac {B}{r^{2}}}\ }
حيث
- A و B هما ثوابت التكامل والذي يمكن استنتاجه من الشرط الحدي.
- r هو نف القطر عند النقطة التي نحسب عندها الإجهاد.

## تأثيرات خاصة

### الهندسة
يحدث الكسر نتيجة الإجهاد الحلقي في غياب القوى الخارجية الأخرى حيث أنه أكبر إجهاد يمكن أن يؤثر على الاجسام. يقول الخبراء بهذا الإجهاد ان أكبر قيمة له تحدث في داخل الأجسام لذلك عند حدوث الزلازل يوقم المفتشين بارسال كاميرا داخل الانابيب للبحث عن أي كسور بداخلها.

### الطب
في علم أمراض الوعاء الدموي فإن الشد يتمثل في الانقباض العضلي. وبتطبيق قانون لابلاس فإن تمدد الاوعية الدموية في الشرايين ينتج عنه زيادة في نصف قطر الشريان مما يعني انخفاض القوة الداخلة وبالتلي يظل الوعاء الدموي في التمدد حتى يتمزق. 